# Aristolochia ridicula
Aristolochia ridicula är en piprankeväxtart som beskrevs av Nicholas Edward Brown. Aristolochia ridicula ingår i släktet piprankor, och familjen piprankeväxter. Inga underarter finns listade i Catalogue of Life.